# Myoporum sandwicense
Espèce
Classification phylogénétique
Myoporum sandwicense est une espèce de plantes du genre Myoporum et de la famille des Scrophulariales endémique de l'archipel d'Hawaï (où il est appelé naio) et des îles Cook.